# العرض والتهديد
في الفلسفة السياسية، العرض والتهديد (أو مزيج العرض والتهديد، ويُدعى بالإنجليزية: Throffer) هو مقترح (ويُسمى تدخلًا أيضًا) يمزج بين عرضٍ وتهديد يتم تنفيذه إن لم يُقبل العرض «المصطلح Throffer في الاشتقاق اللغوي عبارة عن مزيج بين كلمتي Threat (تهديد) وOffer (عرض)». استُخدم المصطلح للمرة الأولى في الكتب المطبوعة من طرف الفيلسوف السياسي هيليل ستاينر. على الرغم من استخدام المصطلح لاحقًا على يد كتاب آخرين، لم يُتبنى المصطلح عالميًا، ويُعتبر أحيانًا مرادفًا لمصطلح العصا والجزرة. هذا مثال واضح عن المصطلح، على الرغم من أن شكل التهديد لا يجب أن يكون واضحًا، بل لا يُشترط أن يكون مُفصلًا على الإطلاق:
اقتل هذا الرجل واحصل على 100 جنيه، لكني سأقتلك إن فشلت في قتله.
يفرّق ستاينر بين العروض والتهديدات عمومًا، وبين مزيج العرض والتهديد (ثروفر) بناءً على أفضلية الاستجابة أو عدم الاستجابة للطلب من طرف الشخص المستهدف بالمقارنة مع سياق الأحداث الطبيعي الذي قد تؤول إليه الأمور عندما لا يحدث ذلك التدخل. انتقد الفيلسوف روبرت ستيفنز رواية ستاينر، ورأى أن كيفية التفريق بين أنواع التدخل تلك تتعلق بما إذا كان تنفيذ الإجراء المطلوب أو عدم تنفيذه يحظيان بنفس القدر من التفضيل إذا لم يتم التدخل في السياق الطبيعي للأحداث. يشكل التهديد والعرض جزءًا من الاعتبارات السياسية والأخلاقية الأوسع، والمتعلقة بالإكراه، ويشكل أيضًا جزءًا من معضلة العروض القسرية. على عكس المعرفة السائدة التي تعتبر التهديدات فعلًا قسريًا فقط، بالإمكان اعتبار العروض والتهديدات التي تفتقد إلى تهديدات واضحة مثالًا يُستشهد به عن العروض القسرية، بينما يدعي كتاب آخرون أن العروض والتهديدات ومزيج العروض والتهديدات تُعتبر جميعها خيارات قسرية بالإكراه إذا لم تحقق بعض الظروف المعينة. في المقابل، وبالنسبة لكتاب آخرين، إذا كان العرض والتهديد قسريًا، فمن المؤكد أن جانب التهديد هو ما يجعله عرضًا قسريًا، وبالتالي لا يمكن اعتبار جميع العروض والتهديدات فعلًا قسريًا.
طُبقت الإشكالات النظرية المتعلقة بالعروض والتهديدات على برامج الرفاه الاجتماعي المشروط بشكل عملي. في تلك الأنظمة، يتعرّض الأفراد الذين يتلقون الرعاية الاجتماعية إلى تقليص في المساعدات إذا رفضوا عروض العمل أو التعليم. انتقد روبرت غودين برامج الرفاه الاجتماعي التي تطرح مزيج العرض والتهديد على الأفراد متلقي الرعاية الاجتماعية، واستجاب دانيال شابيرو لذلك النقد مدعيًا أن اعتراضات غودين واهنة. لاحظ عدد من الكتاب الآخرين أن العروض والتهديدات المطروحة على الأفراد المدانين بارتكاب الجرائم، تحديدًا مرتكبي الجرائم الجنسية، قد تؤدي إلى إصدار أحكامٍ قضائية متساهلة معهم إن قبلوا بالعلاج الطبي. من الأمثلة الأخرى تلك التي يقدمها الطبيب النفسي خوليو أربوليدا–فلوريث، والتي عرض فيها مخاوفه المتعلقة بالعروض والتهديدات في خدمات الصحة النفسية المجتمعية، وكذلك خبير الإدارة جون جاي. كلانسي الذي تحدّث عن العروض والتهديدات في المراكز الوظيفية.

## الأصل والاستخدام
المصطلح ثروفر Throffer الإنجليزي هو لفظ منحوت من كلمتي تهديد Threat وعرض Offer. استُخدم المصطلح للمرة الأولى على يد الفيلسوف الكندي هيليل ستاينر في مقالته محاضر جلسات الجمعية الأرسطوطاليسية بين عامي 1974–1975. أخذ ستاينر اقتباسًا من فيلم العراب عام 1972 هو «سأقدم له عرضًا لن يستطيع رفضه». على الرغم من أن الاقتباس يبدو ساخرًا بطريقة مسلية (لأن ما قاله الشخص هو تهديد وليس عرض)، لم يرضَ ستاينر أن يتم التفريق بين العرض والتهديد باعتبار أن الأول هو وعد بتقديم فائدة، والثاني وعدٌ بإنزال عقوبة. لذا صاغ ستاينر مصطلح ثروفر لوصف ذلك «العرض» الذي طُرح في فيلم العراب. كان العالم السياسي مايكل تايلور واحدًا من المفكرين البارزين الذين تبنوا هذا المصطلح، ويُستشهد مرارًا بأعماله التي تناقش مسألة العرض والتهديد (ثروفر).
على أي حال، لم يُقتبس مصطلح ثروفر على نطاق عالمي: إذ يرى مايكل آر. رودس وجود بعض الجدل في الآداب حول استخدام مصطلح ثروفر أم لا، مستشهدًا بعدد من الكتاب، من بينهم لورنس إيه. ألكسندر وديفيد زيمرمان ودانيال ليونز، وهؤلاء لا يستخدمون ذلك المصطلح. يعتبر البعض، من بينهم العالمان السياسيان دينيول جونز وآندرو ريغبي، مصطلح ثروفر مرادفًا لمصطلح العصا والجزرة، والأخير تعبير مجازي يشير إلى طريقة عرض الجزرة على الحمار كمكافأة لتحفيزه على الاستجابة، بينما يُعاقب بالعصا جراء عدم استجابته. هناك كتاب آخرون اعتبروا المصطلح ضعيفًا أثناء اختيارهم استخدام المصطلح من عدمه. على سبيل المثال، وصف عالم الأدب دانيال شور المصطلح بـ «المصطلح المشؤوم نوعًا ما» أثناء استخدامه في تحليل قصيدة «الفردوس المستعاد» للشاعر جون ميلتون.

## تعاريف
بالإضافة إلى وصف ستاينر الأصلي لمصطلح العرض والتهديد (ثروفر)، اقترح عدد من المؤلفين الآخرين تعاريفًا وأفكارًا أخرى حول كيفية التفريق بين العرض والتهديد (ثروفر) من جهة، والعروض والتهديدات المنفصلة عن بعضها من جهة أخرى.

### تفسير ستاينر
في المقالة التي تطرح مصطلح ثروفر، يأخذ ستاينر بعين الاعتبار الفرق بين التدخلات التي تكون على هيئة تهديد، والتدخلات الأخرى التي تكون على هيئة عرض. استنتج ستاينر أن الفرق قائمٌ على كيفية اختلاف العواقب المترتبة على الامتثال للعرض –أو عدم الامتثال– من طرف الفرد الخاضع للتدخل، مقارنة بـ«الحالة الطبيعية» التي ستسري عليها الأمور. يرى ستاينر أن فكرة «الحالة الطبيعية» مفترضة مسبقًا في الأدبيات المتعلقة بالإكراه، فالتغيرات في رفاه المرء الخاضع للتدخل ليست نسبية فحسب، إنما تغيرات مطلقة، واحتمال حدوث تغيّر مطلق يتطلب معيارًا، وهذا المعيار هو «تصوّر المسار الطبيعي والمتوقع للأحداث، أي مسار الأحداث التي ستواجه متلقي التدخل في حال لم يحصل ذلك التدخل».
بالنسبة للعرض، كـ «بإمكانك استخدام سيارتي متى تشاء» على سبيل المثال، فعواقب الامتثال للعرض «تمثل وضعًا أكثر قابلية للتفضيل من المسار الطبيعي للأحداث». أما عدم الامتثال للعرض، والمتمثل برفض عرض استخدام السيارة، فيتطابق مع المسار الطبيعي للأحداث، فهذا المسار ليس أكثر ولا أقل تفضيلًا. في المقابل، تتصف التهديدات بالامتثال الذي يؤدي إلى نتيجة أقل تفضيلًا من النتيجة التي سيؤول إليها مسار الأحداث الطبيعي، بينما يؤدي عدم الامتثال إلى نتيجة مرغوبة بشكل أقل. على سبيل المثال، إذا هُدد أحدهم بـ «دفع المال أو دفع حياته»، سيؤدي امتثاله للتهديد إلى خسارة المال، بينما يؤدي عدم امتثاله إلى خسارة حياته. الخياران أقل جاذبية من المسار الطبيعي للأحداث (وهو عدم تهديد المرء من الأساس)، لكن بالنسبة للفرد الذي تلقى التهديد، سيكون فقدان المال خيارًا أكثر جاذبية من فقدان حياته. فالعرض والتهديد هو نوع ثالث من التدخل. يختلف عن التهديدات والعروض العادية، حيث يكون الامتثال لأحدهما أكثر جاذبية من المسار الطبيعي، بينما يكون عدم الامتثال أقل جاذبية من الأخير.
وفقًا لستاينر، تؤثر جميع العروض والتهديدات ومزيج العروض والتهديدات على العقل العملي للمتلقي بالطريقة ذاتها. ما يهم الفرد الخاضع للتدخل هو مدى المرغوبية الذي تختلف إثره عواقب الامتثال أو عدمه عن بعضها، وليس مدى اختلاف مرغوبية عواقب الامتثال أو عدمه عن المسار الطبيعي. بالتالي، لا يملك العرض بالضرورة تأثيرًا أقل على المتلقي مقارنة بتأثير التهديد. يعتمد مقدار القوة التي يمارسها التدخل على الاختلاف في مرغوبية الامتثال أو عدمه فقط، بغض النظر عن طريقة التدخل تلك (أي سواء كانت تهديدًا أم عرضًا).

### تفسير ستيفنز
ردًا على ستاينر، قدّم روبرت ستيفنز أمثلة عما يصنفه بالعروض والتهديدات ومزيج العروض والتهديدات المختلفة التي يرى أنها لا ترقى لمعايير تعاريف ستاينر. يطرح ستيفنز مثالًا عن التدخل يعتبره مزيجًا من العرض والتهديد، لكن في مثالنا هذا، يُعتبر الامتثال أو عدمه أقل جاذبية من المسار الطبيعي. المثال هو شخص ما يطلب «إما قبول عرضه المتمثل بحفنة من الحبوب كي تأكلها بقرتك، أو يقوم بقتلك». بالنسبة للفرد المتعرض للتدخل، الاحتفاظ بالبقرة هو الأكثر تفضيلًا في هذه الحالة، سواء اختار الفرد الامتثال للعرض أو رفضه. باستخدام هذا المثال، يدعي ستيفنز أن تفسير ستاينر المتعلق بالتفريق بين أنواع التدخل الثلاث غير صحيح.
في المقابل، يقترح ستيفنز أن تحديد ما إذا كان التدخل هو مزيج من العرض والتهديد لا يعتمد على مرغوبية الامتثال أو عدمه عندما تتم مقارنة الخيارات بالمسار الطبيعي، وإنما مدى تفضيلنا لتلك الأفعال المترتبة على قبول أو عدم قبول العرض مقارنة بمدى تفضيلنا لتلك الأحداث إذا لم يحدث التدخل. يقترح ستيفنز أن مزيج العرض والتهديد يحصل عندما يحاول الطرف ب تشجيع الطرف ج على أداء الفعل آ، وذلك عبر «زيادة رغبة الطرف ج بأداء الفعل آ بما يتفق مع ما سيحصل إنْ لم يتدخل ب ويطرح عرضه، وتقليل رغبة الطرف ج بأداء الفعل آ بما يتفق مع ما سيحصل لو لم يتدخل الطرف ب ويطرح عرضه». في المقابل، يزيد العرض من رغبة الطرف ج بأداء الفعل آ مقارنة بما سيحصل بدون تدخل الطرف ب، بالتالي يترك احتمال أو رغبة قيام الطرف ج بعدم أداء الفعل آ مثلما كانا عليه قبل التدخل. يخفض التهديد رغبة الطرف ج بعدم أداء الفعل آ مقارنة بما كان عليه الوضع بدون تدخل ب، ويترك رغبة الطرف ج بأداء الفعل آ كما كانت عليه.
| التدخل بالنسبة للطرف ج يعني | إذا كان ج يرى أن ب يرغب بـ                         | إذا كان ج يرى أن ب يرغب بـ                         |
| التدخل بالنسبة للطرف ج يعني | ...أداء الفعل آ بعد التدخل                         | ...عدم أداء الفعل آ بعد التدخل                     |
| --------------------------- | -------------------------------------------------- | -------------------------------------------------- |
| عرضًا                        | أكثر تفضيلًا مقارنة بما كان عليه الوضع              | على نفس القدر من التفضيل مقارنة بما كان عليه الوضع |
| تهديدًا                      | على نفس القدر من التفضيل مقارنة بما كان عليه الوضع | أقل تفضيلًا مقارنة بما كان عليه الوضع               |
| مزيجًا من العرض والتهديد     | أكثر تفضيلًا مقارنة بما كان عليه الوضع              | أقل تفضيلًا مقارنة بما كان عليه الوضع               |

### تفسير كريستيانسن
يفرّق الفيلسوف كريستيان كريستيانسن بين التهديدات والعروض عبر توضيح أن الأولى هي مقترح يخلق نوعًا من العقبات، بينما الثاني نوع من المقترحات (أو الطلبات مثلًا) التي لا تخلق عقبات. يفرّق كريستيانسن أيضًا بين المقترحات المبدئية والمقترحات النهائية، والتي يرى أن المؤلفين الأوائل تجاهلوها. لا تخلق المقترحات المبدئية أي نوعٍ من العقبات بالنسبة للمتلقي، من الناحية المنطقية، ووفقًا لهذا الكلام، فهي تُصنف على أنها عرض. فالمثال التالي، «إذا جلبت لي الورقة، ستحصل على الحلوى»، هو مقترح مبدئي، فهو لا يستلزم –من الناحية المنطقية– حرمانك من الحلوى إن فشلت في جلب الورقة، ومن المحتمل أن بإمكانك الحصول على الحلوى بطريقة أخرى. بمعنى آخر، إذا جلب متلقي المقترح الورقة، سيحصل بالتالي على الحلوى. في المقابل، إذا كان المقترح مقترحًا نهائيًا، سيكون الطرح على الشكل التالي «ستحصل على الحلوى، إذا وفقط إذا، جلبت لي الورقة». يستلزم الحصول على الحلوى قيام الشخص بجلب الورقة، ولا توجد طريقة أخرى للحصول على الحلوى. بالنسبة لكريستيانسن، يتخذ هذا النوع من المقترحات النهائية شكل المزيج بين العرض والطلب (ثروفر). فهناك عرض لجلب الورقة (إذا)، وتهديدٌ بعدم الحصول على الحلوى إلا إذا امتثل الشخص للطلب (فقط إذا). وفق ذلك، وُضعت عقبة في طريق الحصول على الحلوى.
قدّم المؤلفون السابقون (يستشهد كريستيانسن بجول فاينبيرغ وألان ويرثهايمر وروبرت نوزيك) تحليلًا أخلاقيًا وإحصائيًا للعديد من التجارب الفكرية من أجل تحديد ما إذا كانت المقترحات المدروسة تحوي تهديدات أو عروضًا. في المقابل، ووفق تفسير كريستيانسن، اعتُبرت جميع تلك التجارب الفكرية مزيجًا من العروض والتهديدات. بدلًا من ذلك، يدعي كريستيانسن أن تحليلات المفكرين السابقين حاولت التفريق بين العروض التي تحد من الحرية وتلك التي لا تحد. مزجت التحليلات بين وظيفتين، التفريق بين التهديدات والعروض والتفريق بين التهديدات المقيدة للحرية والتهديدات غير المقيدة للحرية. استنتج كريستيانسن أن طرق المفكرين لا تتلائم مع تحديد الفرق بين التهديدات المقيدة للحرية والأخرى غير المقيدة لها، وبالتالي يتطلب هذا الأمر إجراء اختبار المسؤولية الأخلاقية.

### تفسير رودس
يعرض الفيلسوف السياسي والمنظّر القانوني مايكل آر. رودس تفسيرًا للتهديدات والعروض ومزيج التهديدات والعروض بناءً على إدراك الخاضع للمقترح (وفي حالة المقترحات المخالفة للطبيعة، فبناءً على إدراك الطرف واضع تلك المقترحات). يقدّم رودس سبع بنى للحاجة والدافع، أي 7 أسباب وراء رغبة الطرف أ بأداء ما يُطلب منه للوصول إلى النتيجة ب
1. س1 (الحاجة–اكتساب والدافع–داخلي): «يرغب أ بالحصول على العرض ب بحد ذاته، يستحسن أ العرض ب على الفور، ويملك العرض ب قيمة بحد ذاته بالنسبة للطرف أ»
2. س2 (الحاجة–اكتساب والدافع–خارجي): «يرى أ أن العرض ب وسيلة توصله إلى النتيجة ج حيث تمثل النتيجة ج حاجةً مرغوبة (يُرغب باكتسابها) عن طريق دافع داخلي»
3. س3 (الحاجة–اكتساب والدافع مركب): «يمثل العرض ب رغبة مدفوعة بحافز داخلي وخارجي، فقبول العرض ب يفسره السببان س1 وس2».
4. س4 (الحاجة–تجنب والدافع–خارجي): «يرى أ أن العرض ب وسيلة تجنبه النتيجة د، فالنتيجة د مرفوضة تمامًا بالنسبة للطرف أ (النتيجة د تهدد الطرف أ أو أن الأخير يخشى النتيجة د)».
5. س5 (الحاجة–اكتساب والدافع–مركب من النمط A): «قبول العرض ب يفسره السببان س1 وس4».
6. س6 (الحاجة–اكتساب والدافع–مركب من النمط B): «قبول العرض ب يفسره السببان س2 وس4».
7. س7 (الحاجة–اكتساب والدافع–مركب من النمط C): «قبول العرض ب يفسره السببان س3 وس4».[27]

تمثّل المقترحات التي تحفّز الطرف أ على أداء العمل المطلوب منه جراء الأسباب س1 وس2 وس3 شكلًا من أشكال العروض. أما المفترحات التي تحفز أ على أداء الوظيفة وفقًا للسبب س4، فتشكل تهديدات. يرى رودس أن العروض والتهديدات غير متماثلة: فعلى الرغم من أن العرض يتطلب استحسانًا ولو صغيرًا، تتطلب تسمية العرض بالتهديد وجود درجة عالية من الاستهجان أو الرفض لدى الطرف متلقي العرض. ويجب أن يكون مستوى الرفض هذا مرتفعًا حتى نتمكن من اعتبار ذلك العرض بمثابة تهديد. يجب أن يكون مستوى الرفض أو الاستهجان كافيًا كي يحفز «إدراك المتلقي للتهديد وخوفه المتعلق بهذا العرض». أما ما يصنفه رودس ضمن «مزيج التهديد والعرض» فهو تلك المقترحات التي تحفّز آ على أداء الوظيفة المطلوبة وفقًا للأسباب س5 وس6 وس7، لكن رودس يرى أن مصطلح «التهديد والعرض» لا يُستخدم على نطاق عالمي
وفقًا لرودس، فمزيج التهديد والعرض لا يجب أن يكون ثنائي الشرط بالضرورة. إذا عرض الطرف د على الطرف أ مقترحًا يقتضي بدفع أ 10 آلاف دولار حتى يكتم د المعلومات التي قد تؤدي إلى اعتقال الطرف أ، فلا يُعتبر هذا المقترح مزيجًا من العرض والتهديد وفق رودس، على الرغم من أن المقترح ثنائي الشرط (بإمكان الطرف أ الاختيار بين دفع المال أو عدمه، ما سيؤدي إلى نتيجتين مختلفتين). السبب وراء عدم اعتبار المقترح السابق مزيجًا من العرض والتهديد هو أن اختيار أ دفع المال لا يمكن اعتباره خيارًا مستحسنًا أو مرغوبًا به بالنسبة لـ أ لو لم يطرح الطرف د ذلك العرض. إن دفع أ للمال لا يؤدي إلى رضى أ أو إشباع حاجة الاكتساب لديه، وذلك شرط ضروري كي يُعتبر المقترح عرضًا، وفق تفسير رودس. الاستثناء الوحيد لهذه الحجة هو عندما يعرض طرف ما المساعدة على طرف آخر كي يتغلب على تهديد سابق لا علاقة لمقترِح العرض به. قد تحوي الثنائية الشرطية، بالإضافة إلى كونها إما تهديدًا أو عرضًا، ما يُسمى بالمقترحات الحيادية، وتلك ليست مزيجًا من التهديدات والعروض. إن احتمال ألا يقوم الطرف الآخر بأداء الوظيفة المطلوبة يُعتبر حالة محايدة بالضرورة. في المقابل، يُعتبر مزيج التهديد والعرض نوعًا من المقترحات ثنائية الشرطية الحاوية على عروضٍ وتهديدات في الآن ذاته، على خلاف المقترحات ثنائية الشرطية الحاوية على تهديد ومقترح حيادي، أو عرض ومقترح حيادي. في حالة مزيج العروض والتهديدات، من الصعب، أو المستحيل، تحديد ما إذا كان الطرف متلقي المقترح سيتصرف امتثالًا للتهديد أم بناءً على العرض المطروح.

## مزيج العروض والتهديدات والإكراه
تشكل دراسة مزائج العروض والتهديدات جزءًا من إشكالية أكبر هي الإكراه، وتحديدًا احتمال تقديم عرضٍ قسري (أو عرض بالإكراه). إن تحديد ما إذا كان مزيج العرض والتهديد بمثابة إكراه أمر صعب، وإذا كان بمثابة إكراه، فمن الصعب أيضًا تحديد مدى الإكراه المفروض على المتلقي. الافتراض التقليدي هو أن العروض لا يمكن أن تكون قسرية، بينما تُعتبر التهديدات فقط عرضًا بالإكراه، لكن مزيج العرض والتهديد يتحدى هذا الافتراض السائد. لا يُفترض أن يكون الجانب التهديدي من مزيج العرض والتهديد واضحًا، مثلما تبيّن سابقًا في أمثلة ستاينر. بدلًا من ذلك، قد يأخذ مزيج العرض والتهديد شكل عرض، لكنه يحوي تهديدًا مبطنًا. يرى الفيلسوف جون كلايننغ أن مزيج العرض والتهديد مثالٌ عن حدث ما يُعتبر فيه العرض بمثابة عمل قسري أو إكراهي. مثال آخر عن العروض الإكراهية هو عندما يكون العرض المطروح في وضعٍ ما غير مقبول من الأساس، كأن يستغل مالك المعمل البيئة الاقتصادية الفقيرة فيقدم للعمال أجرًا غير عادل، على سبيل المثال. وفقًا لجوناثان رايلي، يتوجب على المجتمع الليبرالي حماية مواطنيه من الإكراه، سواء جاء هذا الإكراه من تهديد أو عرضٍ ما، أو مزيج من الاثنين، أو حتى من مصدر آخر. «إذا حاول أشخاص آخرون إحباط رغبات حامل الحقوق، فعلى المجتمع الليبرالي اتخاذ خطوت لمنع حدوث هذا الأمر، وعن طريق القانون إن تطلب الوضع ذلك. تشكّل كافة ممارسات السلطة التي يستغلها آخرون، لإحباط أو إفشال تفضيلات الأفراد أو الجماعات “تدخلًا” غير مبرر في حرية الشؤون الخاصة لأولئك الأفراد».
يلتقي إيان هانت مع فكرة أن العروض قد تُعتبر قسرية، ويدعي أن تصنيفها بالقسرية –بصرف النظر عن الشكل الذي يتخذه التدخل– يتم عندما تكون تلك العروض «ذات تأثيرات قابلة للإصلاح اجتماعيًا عن طريق العمل الذي يتوقع من الفرد أن يؤديه، وهو العمل الذي يقوّض حرية الفرد بالمجمل». يقبل هانت باعتراض وارد على ادعاءه، وهو أن بعض العروض القسرية تؤدي ظاهريًا إلى زيادة حرية متلقي العرض. على سبيل المثال، ووفق تجربة المليونير الفاسق الفكرية، يعرض مليونير أموالًا على إحدى الأمهات لمعالجة ابنها من مرض يهدد حياته، مقابل أن تصبح الأم عشيقة المليونير. يرى جول فاينبيرغ أن هذا العرض عرض إكراهي، لكن عن طريق توفير إمكانية العلاج، ساهم المليونير في زيادة الخيارات المتاحة للأم، وبالتالي أعطاها مزيدًا من الحرية. وفقًا لهانت، فالمفكر فاينبيرغ «يغفل حقيقة مفادها أن عرض المليونير يفتح خيارًا جديدًا أمام الأم، وهو إنقاذ طفلها، بناء على شرط واحد، هو تجاهل أو إسقاط الخيار الذي يسمح للأم بألا تكون عشيقة المليونير». بالتالي، لا يرى هانت أن الأم أصبحت تملك خيارات أكثر، وبالتالي ليست حرة بدرجة أكبر مما كان عليه الوضع سابقًا قبل تدخل المليونير: «من الواضح أن الأم أصبحت تملك قدرة أكبر على السعي وراء مصالحها كأم للطفل بعدما طُرح عليها العرض السابق، ووفقًا لهذا الطرح، يمكن اعتبارها أكثر حرية، لكن من الواضح أيضًا أن قدرتها على السعي وراء رغباتها أو مصالحها الجنسية نقصت أو عُدمت». وفقًا لهانت، يؤدي أي مقترح إكراهي، سواء كان عرضًا أو تهديدًا أو مزيجًا من الاثنين، إلى فقدان واكتساب جزء من حرية المرء في الآن ذاته. على النقيض من هذا الطرح، يرى كريستيانسن أن تفسير فاينبيرغ المتعلق بـ«العروض القسرية» تشوبه الأخطاء، لأن تلك ليست عروضًا على الإطلاق، بل مزيجٌ من العروض والتهديدات.
يدعي بيتر ويستن وهربرت هارت أن مزيج العروض والتهديدات لا يكون قسريًا بشكل دائم، لكن إن كان كذلك، فالتهديد تحديدًا هو ما يجعل المقترح قسريًا. حتى يشكل مزيج العرض والتهديد مقترحًا قسريًا، يرى ويستن وهارت أن على التهديد تحقيق 3 شروط أخرى: أولًا، على الشخص واضع المقترح «ذكر التهديد عن قصدٍ وتحميله للطرف X بهدف أن يقوم الطرف X بفعل ما، وهو Z1» وثانيًا، على الشخص واضع المقترح معرفة أن «X لن يقوم بأداء الفعل Z1 ولن يرغب بأن يُفرض عليه الفعل Z1 في الحالة الطبيعية»، وثالثًا، على التهديد –المتضمن في المقترح– أن «يجعل خيار أداء الفعل Z1 مقبولًا أكثر بالنسبة للطرف X مقارنة بما سيكون عليه الوضع بدون التهديد». وفقًا لذلك، وبرأي المؤلفَين، من الممكن أن تتواجد العروض والتهديدات غير القسرية. قدّم الثنائي 3 أمثلة ممكنة. المثال الأول هو عندما يكون جانب التهديد، المندرج تحت مزيج العرض والتهديد (ثروفر)، نوعًا من المزاح. والمثال الثاني هو عندما يكون جانب العرض مرغوبًا بشدة من طرف متلقي العرض لدرجة لا يؤثر فيها التهديد على صنع القرار. والمثال الثالث هو عندما يعتقد متلقي العرض والتهديد –عن طريق الخطأ– أن التهديد المتضمن غير جوهري بسبب جاذبية العرض المطروح. يستخلص رودس، وبشكل مشابه، أن مزيج العرض والتهديد يكون قسريًا بسبب جانب التهديد المندرج تحت ذلك المقترح. برأي رودس، يجب أن يكون السؤال حول «ما إذا كان المرء يعتبر عنصر التهديد، المندرج تحت مزيج العرض والتهديد (ثروفر)، شرطًا ضروريًا وكافيًا لأداء السلوك المطلوب». برأي رودس، إذا كان العرض الخالي من التهديد كافيًا حتى ينفذ متلقي العرض ما اقُترح عليه، فلا يُعتبر هذا المقترح إكراهيًا أو قسريًا. لكن إذا شكّل كل من العرض والتهديد عاملين لتحفيز المرء على أداء العمل، فمن الصعب تحديد ما إذا تعرّض المرء الخاضع للمقترح إلى الإكراه. يقترح رودس أن التفريق بين «الإكراه الصافي» و«الإكراه الجزئي» قد يساهم في حل هذه المعضلة، وبالتالي مسألة الإكراه في تلك الحالات هي مسألة نسبية.

## أمثلة عملية
تُطبق المسائل المفاهيمية المتعلقة بمزيج العروض والتهديدات في دراسات ضمن عدد من المجالات، لكن المصطلح يُستخدم أيضًا خارج البيئة الأكاديمية. فعلى سبيل المثال، استُخدم المصطلح من طرف الشرطة والمحاكم البريطانية.

### الرفاه الاجتماعي المشروط
يُطبق التفكير المفاهيمي المتعلق بمزيج العروض والتهديدات في الاعتبارات المتعلقة بالمساعدات المشروطة، مثل تلك المستخدمة في أنظمة الرفاه الاجتماعي المشروط. وفقًا للفيلسوفة والمنظرة السياسية غيرترود إزورسكي، فالحرمان من الرعاية الاجتماعية عندما يرفض الأفراد العمل هو أوضح مثالٍ عن مزيج العروض والتهديدات، أو الـثروفر. صنّف الفيلسوف السياسي روبرت غودين الرفاه الاجتماعي المشروط باعتباره مزيجًا من العروض والتهديدات. وفقًا لأقوال دانيال شابيرو، وهو فيلسوف سياسي أيضًا، يُنظر إلى جانب العرض في الرعاية الاجتماعية المشروطة بصفته «مساعدات يتلقاها المرء إن تعلّم حرفة جديدة، أو حصل على وظيفة جديدة، أو غيّر من سلوكياته المدمرة وما إلى هنالك»، بينما يرى أن جانب التهديد في الرعاية الاجتماعية المشروطة يظهر عن طريق «الحرمان من المساعدات أو تقليصها إذا لم يقبل المرء، بعد فترة معينة من الزمن، العرض المشروط». وفقًا لغودين، فعادة ما تُخفف حدة الشكوك الأخلاقية المتعلقة بجانب التهديد إثر جاذبية جانب العرض. وفق هذا الكلام، يمثل الرفاه الاجتماعي المشروط مزيجًا «خالصًا» من العروض والتهديدات عندما لا يحتاج متلقي دفوعات الرفاه الاجتماعي إلى تلك الدفوعات كي يتمكن من البقاء على قيد الحياة، وبالتالي يملك حينها خيارًا حقيقيًا يتمثل بقبول أو رفض مقترح العرض والتهديد. لكن عندما لا يتمكن الفرد من البقاء على قيد الحياة إن توقف عن تلقي دفوعات الرفاه تلك، فهو لا يملك خيارًا حقيقيًا، وبالتالي يكون الفرد –وفقًا لغودين– غير قادر على رفض مقترح العرض والتهديد ذاك. تلغي تلك الحالة العامل المسؤول عن تخفيف الشكوك الأخلاقية التي تفرضها مزائج العروض والتهديدات. يعرض ما سبق حجة ضد الرفاه الاجتماعي المشروط، ويتوقع غودين أن مناصري هذا الرفاه المشروط سيستجيبون وفق سلوك أبوي، ويدعون أن الفرد الخاضع للمسألة سيستفيد من الانخراط في الوظائف أو التعليم المطروح عليه، بصرف النظر عن مسألة حرية هذا الفرد.
يردّ شابيرو على حجة غودين عبر تحدي هذا الاعتقاد الواقعي الذي يدعي أن الأفراد سيتضورون جوعًا إن رفضوا مزيج العرض والتهديد الخاص بالرفاه الاجتماعي المشروط. وفق أنظمة الرفاه الاجتماعي المشروط التي ترعاها الدولة (انظر دولة الرفاهية)، يدعي شابيرو أن المساعدة المالية فقط هي ما يتم إلغاؤه إن رفض الفرد قبول مزيج العرض والتهديد، بينما في الأنظمة الخاصة (كالجمعيات الخيرية غير الحكومية أو المنظمات التي تقدم مساعدات مشروطة)، توجد مجموعات أخرى مغايرة لتلك التي تدير وتسيطر على نظام الرفاه الاجتماعي المشروط. في كلا النظامين، قد يلجأ متلقوا الرعاية الاجتماعية إلى العائلة والأصدقاء للحصول على المساعدة. ووفق تلك الأسباب، لا يعتبر شابيرو أن مزيج العرض والتهديد قابل للرفض في الحالات التي يرى غودين أن ذلك ممكن فيها. هناك اعتراض ثانٍ (ويدعي شابيرو أنه أكثر أهمية): فبدون العقوبات، سيفشل الرفاه الاجتماعي المشروط الذي تقدمه الدولة في إظهار حقيقة أن الأفراد العاملين لا يضطرون إلى الاعتماد على دفوعات الرفاه الاجتماعي المالية كي يكونوا مسؤولين عن حياتهم. فوفقًا لشابيرو، إذا توقف العامل عن العمل، سيلاحظ أن وضعه الاقتصادي أصبح أسوأ. لا يظهر الرفاه الاجتماعي غير المشروط ذلك، بل يعكس ويناقش وضعًا غير طبيعي مفاده أن المرء الذي يرفض العمل لن يصبح وضعه أسوأ. وبما أن الرفاه الاجتماعي غير المشروط لا يعكس وضع العمال الاعتيادي، فهو غير قادرٍ على تحديد ما إذا كان الأفراد مستعدين لتحمّل مسؤوليات حياتهم.
وفقًا لإيفار لودميل وهيذر تريكي، محررا كتاب عرض لا يمكنك رفضه: الرفاه الاجتماعي المشروط وفق وجهات النظر العالمية، يرى الكاتبان أن اعتماد برامج الرفاه الاجتماعي على الإكراه يجعلها مزيجًا من العروض والتهديدات. يستشهد الثنائي بالنموذج الدنماركي بشكل خاص، ويدعيان أن الرفاه الاجتماعي يشمل استخدام العروض القسرية: فعلى الرغم من أن شرط العمل أو التعليم موجود على هيئة عرض، لكن متلقي الرعاية يتكلون على المساعدة التي سيخسروها إن رفضوا العرض، وبالتالي فهم لا يملكون خيارًا من الناحية العملية. يظهر الجانب القسري أن بعض متلقي الرعاية، بنظر صناع القرار وواضعي السياسيات، بحاجة إلى الإكراه قبل أن يقبلوا عروض العمل. ففرص العمل مدفوع الأجر والمشاركة في مخططات العمل غير كافية، لوحدها، كي تشجع بعض الأفراد على قبول العروض التي يتلقونها بكل حرية. يهدف هذا الإكراه إلى إعادة دمج الأفراد بسوق العمل، ويصلح بالتالي لأن يكون نوعًا من «الأبوية الجديدة». يخشى مؤلفا الكتاب من هذا الإكراه، ويعرضان عدة حجج مقبولة أو مُستخدمة في الأدب سابقًا. أولًا، يؤثر هذا الإكراه على حقوق الخاضعين لهذا الإكراه. وهذا ما قد يجعل العرض مرفوضًا بحد ذاته، أو قد يؤدي إلى نتائج غير مرغوبة. ثانيًا، يمكن الادعاء أن المساعدات يجب ألا تكون مشروطة كي تتحول إلى شبكة أمان اجتماعية حقيقية. ثالثًا، يقوّض الإكراه الاستجابة الرجعية للمستهلك، وبالتالي من غير الممكن إيجاد فرقٍ بين البرامج الجيدة والبرامج الضعيفة المقدمة لمتلقي الرعاية الاجتماعية. رابعًا، قد يسهم هذا الإكراه في بروز ثقافة الاعتراض والمقاومة لدى متلقي الرعاية الاجتماعية.

### الأسرى والصحة العقلية
يدعي الطبيب النفسي الشرعي إريك كولين ومأمور السجون تيم نيويل أن السجناء يواجهون مزيج العروض والتهديدات منذ أن يُطلب منهم الاعتراف بالجريمة كي يُعرض عليهم الإفراج المشروط أو الانتقال إلى سجنٍ مفتوح. يستشهد كولين ونيويل بمثالٍ عن سجين أدلى باعترافٍ كاذبٍ عن مسؤوليته في جريمة معينة كي يُنقل إلى سجن مفتوح، وعندما نُقل إلى هناك، شعر أنه غير قادرٍ على الكذب مجددًا تجاه جريمته، واعترف لمأمور السجن بالحقيقة. نُقل بعد ذلك إلى سجن مشدد الحراسة. في قضايا مرتكبي الجرائم الجنسية، يُعرض على المدانين مزيج من العرض والتهديد (ثروفر)، حيث يُعرض عليهم إخلاء سبيلهم إن التزموا بالعلاج، لكنهم يتعرضون للتهديد بتمديد أحكام السجن إن لم يلتزموا بالعلاج. يبدي كولين ونيويل قلقهما من المأزق الذي تفرضه تلك العروض والتهديدات على السجناء، من بينهم أولئك الذين ثُبتت براءتهم بعد استئناف الدعوى. ناقش خبير علم الجريمة ديفيد ويلسون وأليكس أليكساندروفيتش أيضًا المخاوف المتعلقة بالعروض والتهديدات المقترحة على مرتكبي الجرائم الجنسية بعد إدانتهم، والجدير بالذكر أن أليكسندروفيتش نفسه تعرض للسجن عن طريق الخطأ. لاحظ ديفيد ويلسون الصعوبات التي يواجهها الأبرياء المسجونون ظلمًا، فهم يواجهون مزيجًا من العروض والتهديدات بهدف تخفيض مدة الحكم إن «اعترفوا بجريمتهم»، لكنه لاحظ أن المشكلة غالبًا ما تكون مخفيّة، إذ أن وجهات نظر السجناء وآرائهم نادرًا ما تؤخذ بالحسبان.

كذلك يجب أخذ العلاج الدوائي الخاص بغير المجرمين، والذين يواجهون مشاكلًا في الصحة النفسية، بعين الاعتبار عندما يتم وضع أحكام وشروط مزيج العرض والتهديد. في خدمات الصحة النفسية المجتمعية، تُعرض بعض الخدمات الاجتماعية على المرضى الذين يعانون من مشاكل نفسية، كالمساعدة المالية أو المنزلية مثلًا، مقابل تغيير أسلوب حياتهم وإبلاغ الإدارة عن الأدوية التي يتناولونها. يعتبر الطبيب النفسي خوليو أربوليدا–فلوريث أن تلك العروض والتهديدات شكل من أشكال الهندسة الاجتماعية، ويخشى أن تحمل تلك العروض والتهديدات:
مضامينًا متعددة فيما يتعلق بآليات الإكراه، من التقليص الصارخ للحريات وصولًا إلى نسب الضعف إلى المرضى نفسهم. يشمل المضمون الأول تهديدات موجهة ضد الاستقلال الشخصي، وزرع الخوف من الفقدان المحتمل للحرية، وتزايد الاعتماد على الآخرين تزامنًا مع تزايد شكوك الأفراد في قدراتهم الشخصية المتعلقة بإدارة حياتهم، وبالتالي زيادة مشاعر وسلوكيات العجز والشعور بالضعف. يتجاوز المضمون الثاني مبدأ المساواة بين الشركاء، ويشكل خرقًا للخصوصية ويؤثر على الحقوق الإيجابية للأفراد.

### في مجال الأعمال
وفقًا للباحث في علم الإدارة جون جاي. كلانسي، قد تشمل الإدارة العلمية استخدام مزيج من العروض والتهديدات. على الرغم من أن استخدام نظام العمل بالقطعة يعود إلى فترة العصور الوسطى، مزج فريدريك وينسلو تايلور بين الإدارة الترشيدية ونظام العمل بالقطعة كي يخلق نظامًا جديدًا. فبعد توحيد عمليات الإنتاج، أصبح بمقدور المدراء طرح مزيج من العرض والتهديد على الموظفين والعمال: فعُرضت عليهم أجور أعلى إن استطاعوا تجاوز الحد المعياري من الإنتاج، بينما هُدد الموظفون بتخفيض أجورهم إن لم يحققوا الحد المعياري.